# Xian de Yongfu
Le xian de Yongfu (永福县 ; pinyin : Yǒngfú Xiàn) est un district administratif de la région autonome du Guangxi en Chine. Il est placé sous la juridiction de la ville-préfecture de Guilin.

## Démographie
La population du district était de 274 662 habitants en 2010.